# Шкурдь, Геннадий Михайлович
Генна́дий Михайло́вич Шкурдь (бел. Генадзь Міхайлавіч Шкурдзь, 11 июля 1940, д. Ракошицы, Дзержинский район, Минская область — 28 ноября 1999, Минск) — белорусский государственный деятель, генерал-майор государственной безопасности, первый заместитель председателя КГБ Белорусской ССР (МСБ СССР в РБ) (1990—1992), председатель Государственного таможенного комитета Республики Беларусь (1992—1994).

## Биография

Могила Шкурдя на Восточном кладбище Минска

Родился 11 июля 1940 года в деревне Ракошицы (ныне — Дзержинский район Минской области Белоруссии). Учился в Мурманском мореходном училище. В 1959—1962 годах проходил службу в Советской Армии. Демобилизовавшись, учился в Белорусском государственном университете, с 1964 года работал по комсомольской линии.
С 1967 года на службе в органах КГБ СССР. В 1968 году заочно окончил юридический факультет Белорусского государственного университета, в 1973 году — Краснознамённый институт КГБ СССР, после чего работал в Первом главном управлении КГБ СССР. С 1982 года служил в КГБ Белорусской ССР, (МСБ СССР) был заместителем начальника, начальником отдела. С 1987 по 1990 годы был заместителем Председателя, а с 1990 по 1991 годы — первым заместителем Председателя КГБ Белорусской ССР.
8 декабря 1991 года на Беловежские соглашения, проходившие в белорусской резиденции Вискули, выдвинулся спецназ КГБ Белоруссии, окруживший лес в районе охотничьей резиденции и ожидавший приказа на арест лидеров России, Украины и Белоруссии. В ответ из Москвы было приказано находиться на позициях и ждать команды. Но команды так и не поступило.
В 1992—1994 годах возглавлял Государственный таможенный комитет Республики Беларусь.
Умер 28 ноября 1999 года, похоронен на Восточном кладбище Минска.

## Награды
- орден Красной Звезды,
- ряд медалей[1].